# Simulium paramorsitans
Simulium paramorsitans är en tvåvingeart som beskrevs av Rubtsov 1956. Simulium paramorsitans ingår i släktet Simulium och familjen knott. Arten är reproducerande i Sverige. Inga underarter finns listade i Catalogue of Life.